# موجیو اودینزه
موجیو اودینزه (به ایتالیایی: Moggio Udinese) یک کومونه در ایتالیا است که در استان اودینه واقع شده‌است.

## خصوصیات
موجیو اودینزه ۱۴۳٫۵ کیلومترمربع مساحت و ۱٬۷۴۵ نفر جمعیت دارد و ۳۴۱ متر بالاتر از سطح دریا واقع شده‌است.